# Макаров Кирило Прохорович
Кирило Прохорович Макаров (1907, місто Тула, Російська Федерація — 1964) — український радянський діяч, 2-й секретар Одеського обласного комітету КПУ.

## Біографія
Працював робітником на Тульському збройному заводі.
Член ВКП(б) з 1925 року.
До 1938 року — завідувач сектору Московського міського комітету ВКП(б). У 1937—1938 роках — член Пленуму Московського міського комітету ВКП(б). З 1938 року — на партійній роботі в Українській РСР.
У квітні 1944—1946 роках — 2-й секретар Миколаївського міського комітету КП(б)У Миколаївської області.
У 1946—1949 роках — слухач Вищої партійної школи при ЦК ВКП(б) у Москві.
У вересні 1949 — 11 березня 1954 року — 2-й секретар Одеського обласного комітету КП(б)У.
11 березня 1954 — грудень 1955 року — секретар Одеського обласного комітету КПУ (з питань промисловості).

## Нагороди
- орден Трудового Червоного Прапора
- ордени
- медалі